# (36861) 2000 SG137
2000 SG137 (asteroide 36861) é um asteroide da cintura principal. Possui uma excentricidade de 0.08188400 e uma inclinação de 13.33777º.
Este asteroide foi descoberto no dia 23 de setembro de 2000 por LINEAR em Socorro.